# Lijst van residenten van Bali en Lombok
Dit is een lijst van residenten van Bali en Lombok tijdens de Nederlandse kolonisatie.
Nederlands-Indië werd tot 1942 ingedeeld in verscheidene residenties met aan het hoofd een resident. In onderstaande opsomming worden de verschillende residenties en hun residenten door de jaren heen genoemd. Sommige residenties zijn door de jaren heen verdwenen of juist ontstaan, dit zal bij de residentie worden vermeld. De ontslagdata kloppen niet helemaal, het duurde toen enige weken voordat er een nieuwe resident werd aangesteld.
| vóór 1882 een assistent-residentie bij Banjoewangi | vóór 1882 een assistent-residentie bij Banjoewangi | vóór 1882 een assistent-residentie bij Banjoewangi |
| resident van Bali en Lombok                        | van                                                | tot                                                |
| -------------------------------------------------- | -------------------------------------------------- | -------------------------------------------------- |
| A.A. Hoos                                          | 13 juni 1882                                       | 3 oktober 1885                                     |
| O.A. Burnaby Lautier                               | 3 oktober 1885                                     | 9 mei 1886                                         |
| B. van Zutphen                                     | 9 mei 1886                                         | 27 december 1889                                   |
| M.C. Dannenbergh                                   | 27 december 1889                                   | 24 mei 1896                                        |
| F.A. Liefrinck                                     | 24 mei 1896                                        | 28 maart 1901                                      |
| J. Eschbach                                        | 28 maart 1901                                      | 14 december 1905                                   |
| G.F. de Bruijn Kops                                | 14 december 1905                                   | 3 april 1909                                       |
| H.W. Veenhuijzen                                   | 3 april 1909                                       | 10 augustus 1914                                   |
| L.U. van Stenis                                    | 10 augustus 1914                                   | ~1918                                              |
| 1919 ontbreekt                                     |                                                    |                                                    |
| H.T. Damsté                                        | 3 april 1919                                       | 18 mei 1923                                        |
| P.E. Moolenburgh                                   | 18 mei 1923                                        | 20 september 1926                                  |
| L.J.J. Caron                                       | 20 september 1926                                  | 27 augustus 1929                                   |
| H. Beeuwkes                                        | 27 augustus 1929                                   | 31 oktober 1932                                    |
| M. Hage                                            | 31 oktober 1932                                    | 20 april 1933                                      |
| G.A.W.Ch. de Haze Winkel                           | 20 april 1933                                      | 7 juni 1937                                        |
| H.J.E. Moll                                        | 7 juni 1937                                        | 31 mei 1941                                        |
| C. Boterhoven de Haan                              | 31 mei 1941                                        | Japanse bezetting                                  |